# Други пунски рат
Други пунски рат (Римљани су га називали Рат против Ханибала) био је рат између Картагине и Римске републике, а водио се од 218. п. н. е. до 202. п. н. е. То је био други од три велика рата, који су се називали Пунски ратови, због латинског имена за Картагињане Punici или Poenici (од имена њихових предака Феничана).
Рат је обележио изненађујући Ханибалов прелазак преко Алпа, приликом ког је изгубио доста војника, савез са Галима, велика победа у бици код Требије и велика заседа код Тразименског језера. Након ових пораза, Римљани су против Ханибала употребили тактику избегавања борбе, али због непопуларности оваквог приступа, Римљани су ипак поново морали прибећи биткама на отворенима. Исход тога је био тешки римски пораз код Кане, што је за последицу имало прелазак многих римских савезника на страну Картагине, што је продужило рат у Италији за више од 10 година, током којих је још римских војски било уништено. Ипак, Римљани су били успешнији у опседању градова и освојили су све важније градове који су се придружили непријатељима, а такође су успели да спрече картагињански покушај да Ханибалу пошаљу појачање у бици код Метаура. У међувремену на Иберијском полуострву, која је била главни извор људства за Ханибалову војску, друга римска експедиција на челу са Сципионом Африканцем Старијим је заузела Нову Картагину и окончала картагињанску владавину над Иберијом у бици код Илипа. Коначан окршај је била битка код Заме између Сципиона Африканца и Ханибала, окончана Ханибаловим поразом и наметањем ташких мировних услова Картагини, која је престала да буде велика сила и постала је римски поданик.
Споредан сукоб током овог рата је био неодлучени Први македонски рат у источном Средоземљу и Јонском мору.

## Увод
У Првом пунском рату Картагина је изгубила Сицилију. Тај губитак је надокнадила проширивши своје поседе на сребром богато Иберијско полуострво. Ту политику је започео Хамилкар Барка, а наставио његов зет Хаздрубал Лепи, а касније Хамилкаров син Ханибал. Хамилкар Барка је био огорчен због пораза у Првом пунском рату и намера му је била да се освети Риму због понижавајуће ратне одштете и губитака. Током осам година оружјем и дипломатијом осигурао је велике територије у Шпанији, али прерана смрт (228. п. н. е.) спречила га је да заврши освајања. Сина Ханибала задојио је мржњом према Риму и тренирао га да постане његов наследник.
Након Хамилкара команду над војском на Иберијском полуострву преузео је његов зет Хаздрубал Лепи, који је склопио споразум са Римском републиком, по коме Картагињани не смеју да иду северније од реке Ебро. Ханибал је преузео команду над војском 221. п. н. е. и две године је освајао јужно од реке Ебро. Рим се бојао нарасле Ханибалове моћи, па је склопио споразум са Сагунтом, који је био близу садашње Валенсије у Шпанији. Римљани су ставили Сагунт под свој протекторат. Међутим Сагунт је био много јужније од линије одређене споразумом Хаздрубала и Римљана, па је Ханибал сматрао да Римљани поново крше споразуме и није се обазирао на римски протекторат. Сагунт је изазвао Ханибала нападајући околна племена под протекторатом Картагине и убијајући припаднике пропунске фракције у граду. Ханибал је напао Сагунт и освојио га је након осмомесечне опсаде. Након пада Сагунта Римљани су захтевали од Картагине да им се преда Ханибал. Пошто је то Картагина одбила, Рим је прогласио рат.

## Ханибал напада Италију копненим путем
Ханибалова армија имала је 90.000 пешадинаца и 12.000 коњаника, али изгледа да је то укључивало у Хаздрубалове војнике.
Експедициона армија бројала је 75.000 пешадинаца и 9.000 коњаника. Ханибал је пошао из Нове Картагине у касно пролеће 218. п. н. е. Претпоставио је да ће се римска армија кретати дуж обале према Иберијском полуострву, па се он креће даље од мора. Крајем јуна долази до реке Ебро.
Ту је одабрао најпоузданије делове велике армије састављене од либијских и иберијских плаћеника. Борио се до Пиринеја покоравајући ту северна племена. На Пиринејима га је напустило 10.000 иберијских војника који нису желели да иду далеко од своје домовине, па су остали да чувају новоосвојену територију. Ханибал је прешао у Галију (данашњу Француску) са 50.000 пешадинаца и 9.000 коњаника. Пошто није долазио као непријатељ галска племена су му допустила неометан пролаз, па је стигао до реке Роне до септембра, много пре него што су Римљани могли предузети противмере. Ханибалова армија је ту имала 38.000 пешадинаца и 8.000 коњаника и 37 ратних слонова.Ханибал је успео да избегне Римљане и њихове савезнике.

### Ханибал прелази Алпе
Наставио је пут дуж једне од притока Роне (вероватно Изер) и дошао је до Алпа. На Алпима се суочио са суровом климом и тереном и нападима локалних племена. Ипак је успешно прешао Алпе, што је било једно од најславнијих војних достигнућа у антици. То је представљало велико изненађење за Римљане. Спустио се са брда у северну Италију (тада Цисалпинску Галију) али са двоструко мање војника од оног броја са којим је кренуо на дуги пут. Преостало му је 20.000 војника, 6.000 коња и само неколико слонова.

## Рат у Италији

### Битке код Тицина и Требије
Ханибал је ушао на римску територију и тиме је спречио намере Рима да се битка одвија на страном терену. Ханибалова нагла појава међу Галима омогућила је да се релативно лако раскину везе тих племена са Римљанима јер Римљани нису имали времена да реагују.
Конзул Публије Корнелије Сципион командовао је римским трупама које су послате да зауставе Ханибала. Он није очекивао да Ханибал пређе Алпе. Очекивао је борбе са Ханибалом на Иберијском полуострву. Са малим снагама у Галији покушао је да заустави Ханибала. Послао је морским путем армију у Италију да би спречио Ханибалово надирање.
Ханибал је прешао Алпе и осигурао је позадину заузимајући Таурини (данашњи Торино). Крећући се долином реке По наишао је на римску војску и победио је у бици код Тицина. Победио је захваљујући надмоћнијој коњици. Римљани су се повукли из целе Ломбардије. Та победа је битно ослабила Римљане, јер су се Гали потпуно придружили Картагини, а цела северна Италија је постала Ханибалов неслужбени савезник. Ханибалова војска је постала већа јер је регрутовао Гале из северне Италије. Ханибалова армија је тада бројала 40.000 људи, а добила је галске и друге трупе као помоћ и значајно појачање и запретила је инвазијом целе Италије. Сципион је био повређен у бици код Тицина и повукао се са армијом преко реке Требије и чекао је појачања.
Чак и пре него што је у Рим стигла вест о поразу код Тицина, сенат је наредио да се конзул Тиберије Семпроније Лонг повуче са армијом са Сицилије и помогне Сципиону. Ханибал се вештим маневрима поставио на друм којим је требало да Семпроније Лонг дође са појачањима у помоћ Сципиону. Ханибал је при томе освојио један град чиме је обезбедио снабдевање своје војске. Ипак Семпроније Лонг је успео да се провуче око Ханибалових позиција до Сципиона.
У децембру 218. п. н. е. Ханибал је показао изузетну војничку вештину бриљантном победом против Римљана у бици код Требије. Римљани су у тој бици претрпели тешке губитке.

### Битка код Тразименског језера
Пошто је осигурао победу у северној Италији, Ханибал је ту презимио заједно са Галима. У пролеће 217. п. н. е. одлучио је да иде даље јужније. Рим је био алармиран тешким поразом и сенат је припремао планове како да се суочи са опасношћу. Изабрали су нове конзуле. Нови конзули са постали Гнеј Сервилије и Гај Фламиније. Очекујући Ханибалово напредовање два конзула распоредила су своје војске на два могућа правца Ханибаловог похода. Сервилије је распоредио своју војску у Аримин на Јадранском мору, а Фламиније у Арецијум, близу апенинских планинских прелаза.
Једини преостали пут је био крај Арноа. То је била велика мочвара, а баш тада су биле поплаве. Ханибал је знао да је тај правац пун потешкоћа, али био је најсигурнији и најближи пут у централну Италију. Како Полибије тврди, остали путеви су били дужи и добро познати непријатељу, а овај кроз мочваре је био краћи и њиме би изненадио Фламинија. Ханибалова војска је марширала 4 дана и 3 ноћи кроз мочваре, што је исцрпило војску. Ханибал је прешао Апенине без отпора, али у мочварама је изгубио доста војника и преостале слонове.
Стигавши у Етрурију у пролеће 217. п. н. е., Ханибал је одлучио да навуче Фламинија у одлучну битку. Спроводио је стратегију спржене земље. Почео је да уништава, руши и спаљује по околини, сматрајући да Фламиније то неће моћи пасивно гледати, јер требало је да та подручја штити. У исто време покушао је разбити савезништва Рима са многим регионима, доказујући им да је Рим немоћан да их заштити.
Упркос свом том разарању, Фламиније није ушао у битку са Ханибалом, па је Ханибал заобишао Фламинијево лево крило и одсекао је Фламинија од Рима. Напредујући брдима Етрурије Ханибал је изазвао Фламинија и у бици код Тразименског језера уништио је Фламинијеву армију. Гај Фламиније је убијен у тој бици. Та битка је представљала највећу заседу у историји ратовања и у бици су уништене две римске армије. Убијено је 15.000 војника а још толико је заробљено.
Ханибал је имао отворен пут према Риму. Његови генерали су инсистирали да се опседа Рим, али Ханибал није хтео. Није имао довољно опсадних справа, а није имао ни базу у централној Италији. Одлучио је да крене јужно, да би потакао побуну Грка против Рима.

### Фабије Кунктатор преузима команду
Рим је био у стању панике након тешког пораза у бици код Тразименског језера. Ханибалу је био отворен пут на сам Рим. У тренуцима таквих криза било је нужно да се прогласи диктатор, коме би се дале сва овлаштења на 6 месеци. За диктатора је одабран Квинт Фабије Максим зван Кунктатор (човек који одгађа).
Одступајући од уобичајених римских стратегија, Фабије је усвојио Фабијанску стратегију — избегавање отворене битке са непријатељем, али ипак ограничавање кретање непријатеља помоћу неколико римских армија у близини Ханибалових трупа. Фабије је малим јединицама нападао Ханибалово снабдевање и увек је настојао да маневрише по планинском терену, где није долазила до изражаја Ханибалова коњица. Охрабривао је стварање осматрачница и сакупљања војске у утврђене градове.
Ханибал је кренуо тактиком уништавања, најпре Апулије, па онда најбогатијих делова Италије, Кампаније. Ханибал је свесно уништавао насеља и усеве изазивајући Фабија Кунктатора. Фабије је све то пратио, али није улазио у одлучну битку. Такво велико уништавање почело је изазивати бес и код војске и у римском сенату. Фабије постаје веома непопуларан не само у Сенату и међу војницима него у народу. Сви су желели да брзо виде крај рата, а видели су само Ханибалову паљевину и уништавање. Даље, владао је страх да ако Ханибал тако даље настави уништавати без отпора многи римски савезници би могли напустити Рим и прећи на страну Картагине с обзиром да их Рим не може одбранити.
Пред долазак зиме Ханибал се одлучио да презими на другом подручју, јер је била похарана Кампанија у којој се тада налазио. Међутим, Фабије је затворио све пролазе из Кампаније. Један картагињански генерал је смислио варку. По ноћи је скупио сву стоку и завезао јој је бакље за рогове. Римљани, који су чували пролаз помислили су да Картагињани намеравају да прођу ноћу кроз шуму помоћу бакљи. Римљани су кренули за стоком, па је Ханибал заузео пролаз. Користећи освојени пролаз Ханибал је прешао у Апулију, где је презимио.
То је био тешки пораз за Фабија и услед незадовољства народа и сената након 6 месеци власти Фабије је смењен. Фабије је био непопуларан јер његова тактика није водила брзом завршетку рата. Изабрана су два нова конзула Гнеј Сервилије Гемин и Марко Атилије Регул с циљем да се води офанзивнији рат против Ханибала.

### Битка код Кане

#### Ханибал заузима Кану
Током похода 217. п. н. е. Ханибал није успео да придобије савезнике међу Италијанима, али следеће године се већ појавила могућност да то и оствари. У пролеће 216. п. н. е. Ханибал је преузео иницијативу и заузео је велика складишта у Кани у Апулији. Заузимајући Кану, Ханибал се поставио између Римљана и извора снабдевања.
Римски сенат је поставио два конзула: Каја Теренција Варона и Луција Емилија Паула. Неке процене говоре да су Римљани имали 100.000 војника. Римске и савезничке легије под вођством два конзула кренуле су према Апулији да се сукобе са Ханибалом. После два дана марша, сусрели су се Ханибаловим снагама, које су биле на левој обали реке Аудиф удаљене 10 km од Римљана.

#### Један од најтежих пораза Рима у бици код Кане
Ханибал је искористио јаку жељу Римљана за окршајем. Римљане је увукао у замку користећи тактику обухватања, којом је елиминисао римску бројчану надмоћ. Тактиком обухватања смањио је површину, на којој се одвија битка, што је дало предност мањој армији. У центар полукруга Ханибал је поставио своје најмање поуздане снаге, а на крила полукруга поставио је галску и нумидијску коњицу, и либијске плаћенике.
Римљани су лако продрли кроз слаби Ханибалов центар, али либијски плаћеници су ударили са крила у бокове римске армије, која је улетела у Ханибалов центар. Напад Ханибалове коњице са крила изазвао је покољ римских војника. Ханибалов зет Хаздрубал командовао је левим крилом и снажно је ушао у римско десно крило, покосио је позадину и напао Варонову коњицу на римском левом крилу. Онда је напао римске легије отпозади. Римска армија је ухваћена између чекића и наковња без могућности излаза. Због бриљантне тактике Ханибал је са далеко мањим бројем војника успео да опколи и уништи огроман део римске војске. У зависности од извора 50.000—70.000 римских војника је убијено или заробљено у бици код Кане. У бици је убијен римски конзул Гај Емилије Паул и осам сенатора. То је био један од најкатастрофалнијих пораза у историји Античког Рима, а такође и једна од најкрвавијих битака у историји.

#### Римски савезници се колебају и осипају
После битке код Кане дотад лојални римски савезници почели су да губе веру, а неки од њих су прешли на страну Картагине.
Током те године грчки градови Сицилије побунили су се против Рима. Македонски краљ Филип V подржавао је Ханибала и покренуо је Први македонски рат против Рима. Ханибал је осигурава савезништво са краљем Сиракузе и са Тарентом. Други највећи град у Италији Капуа постала је Ханибалов савезник и нова Ханибалова база.
Међутим, Ханибал није добио из Картагине потребна појачања да би директно напао Рим, тако да се задовољио са покушајима заузимања тврђава, које су му се супротстављале. Ипак на Ханибалову страну није прешло довољно градова-држава, него само неколико. Иако је добио Македонију као савезника са јаком морнарицом, ипак та морнарица није била дорасла римској, па му није била од помоћи.

## Застој у Италији
Рат у Италији ушао је у застој након битке код Кане. Римљани су после три узастопна пораза и безброј мањих пораза морали променити стратегију. Поново су почели користити Фабијеву стратегију, јер то је био једини начин да се победи Ханибал. Фабије Максим Кунктатор је поново изабран за конзула 215. п. н. е. и 214. п. н. е. Римска армија је отада увек држала око на Ханибалу, а борили су се само тамо где су били у предности. Тражили су начина да Ханибалу учине штету где год могу, а да са друге стране смање Ханибалову могућност чињења штета.
Упркос поразима и пребезима Римљани су још увек имали велику базу и могли су још увек скупити много већу армију од Ханибала, замењујући тако губитке. Увек су имали најмање 80.000 војника на располагању. Ханибалова армија је постајала све гора, а бројно је била дупло мања од римске. Уместо да користе једну велику армију, Римљани су користили мноштво мањих армија. Те мање армије су настојале да замарају Ханибалову армију сталним маршевима, сталним мањим окршајима и глађу. Следећих неколико година Ханибал је напустио политику спржене земље и настојао је да обезбеди снабдевање из локалних извора за неефикасне операције дуж јужне Италије. Пошто није могао навући римску армију у једну велику битку, све се сводило на мање операције, које су углавном биле око градова Кампаније.
Како се рат одуговлачио, Ханибал је захтевао од картагињанске олигархије да пошаљу појачања. У то време две главне картагињанске фракције су биле проратна фракција и фракција за мир са Римом. Ханон Велики је био вођа партије за мир и осуђивао је Ханибалове акције. Он је био представник картагињанског племства и био је против освајања, која је спроводио Ханибал. Ханон Велики је на тај начин својим деловањем поткопавао Ханибалове напоре у Италији. У међувремену Римљани су успели остварити неке успехе у Шпанији, која је била највреднија колонија и главни извор богатства Картагине.
То је узроковало да се појачања не шаљу Ханибалу у Италију, него у Шпанију. Појачања су се слала и на Сицилију и на Сардинију. У исто време Ханибал је имао много великих проблема са савезницима у Италији. Много Ханибалових савезника је са Ханибалом склопило савез под условом да не буду присиљени да иду у рат против своје воље. Због тога он није могао много да рачуна на таква савезништва. Римљани су постајали све снажнији и по броју и по искуству.
Ханибаловова војска је све више слабила. Нису могли да држе запоседнута подручја без појачања, која нису више слали ни влада у Картагини ни македонски савезник Филип V. Ханибалова позиција у јужној Италији постајала је све гора, а шансе да запоседне Рим су постале су још мања. Римљани су 211. п. н. е. заузели Капуу, други град по величини иза Рима. Сиракуза је исто тада пала после двогодишње опсаде. Сиракуза је била позната по одбрамбеним справама, које је направио Архимед. Архимеда су убили Римљани када су заузели град. Римљани су 209. п. н. е. заузели Тарент.
Ханибал је још увек добијао много битака, потпуно уништавајући две римске армије 212. п. н. е., па чак је и убио два конзула у бици 208. п. н. е. Један од тих конзула је био Марко Клаудије Марцел. Међутим, без појачања и без средстава од савезника Ханибал није могао да учини значајнији напредак. Недовољно снабдевен од савезника, напуштен од своје владе и без могућности да има бар приближне изворе као Рим, Ханибал је почео полако да губи тло под ногама, иако је свуда побеђивао. Ханибал је наставио да добија битке против Римљана, али није могао да им нанесе одлучну победу, која би произвела дуготрајан стратешки ефект.

## Рат на Иберијском полуострву
Док се главни поход одвијао у Италији, Римљани су пренели рат на Иберијско полуострво. Рим се постепено ширио обалом, док није 211. п. н. е. заузео Сагунт. То је спречавало Хаздрубала Барку да шаље Ханибалу било какву помоћ. Иберијско полуострво је било Картагини најважнији извор богатства, првенствено сребра, па су је морали бранити. Зато је Картагина слала појачања првенствено у Иберију, а не Ханибалу у Италију.
Хаздрубал Барка је победио Римљане у бици код горњег Бетиса. При томе су убијена два римска команданта Публије Корнелије Сципион и Гнеј Корнелије Сципион Калвус. Ипак Хаздрубал није успео да истера римску армију.
Следеће године Римљани су послали Публијевог сина Публија Корнелија Сципиона, званог још и Африканац. Желећи да освети свог оца и ујака кренуо је на центар пунске Иберије на Нову Картагину, коју је освојио 209. п. н. е. пре битке код Бекуле. Хаздрубал је остао без луке, па је одлучио да крене у Италију оставивши само неке слабије гарнизоне у Шпанији. Настојао је да преко Алпа дође до Италије, али то је тада био потпун промашај.
Римљани су очекивали његов долазак. Две легије су чекале његов силазак низ Алпе. У бици код Метаура 207. п. н. е. Хаздрубал је поражен и убијен. Ханибал је за вест о доласку његовог брата у Италију сазнао кад је римски коњаник бацио Хаздрубалову главу у Ханибалов логор.
Преостале картагињанске снаге на Иберијском полуострву поражене су 206. п. н. е. у бици код Илипа. Иберијско полуострво тада је постало римска територија која ће бити провинцијски организована и добила је нови назив - Хиспанија.

## Крај рата у Италији
Римљани су тако лоше владали Тарентом да су завереници пустили Ханибала у град. Ханибал је спречио да му војска врши у то доба уобичајену пљачку. Ханибал је поштовао слободу Тарента и дао је становницима, да обележе своје куће, тако да су се пљачкале само римске куће. Град ипак није дозвољавао Ханибалу да користи луку. Ханибалов брат је побеђен у Беневенту, што је још више смањило снагу Картагине. Мало по мало ратна срећа се све више окретала у корист Римљана. Ханибал је губио Кампанију, не успевајући да спречи концентрацију три римске армије око Капуе.
Римљани су са две армије држали Капуу под опсадом толико дуго да је Ханибал успешно напао војску, која је опседала град. Две године касније Римљани су опет опседали Капуу са 3 армије. Ханибал је на то узвратио покретом према Риму и дошао је на три километра од Рима. Надао се да ће тиме одвући римску армију од опсаде Капуе и да ће их уништити у отвореној бици. Опсада Капуе се наставила и град је пао 211. п. н. е. У лето 211. п. н. е. Римљани су освојили Сиракузу и уништили су картагињанску армију на Сицилији.
Римљани су умирили Сицилију и ушли су у савез са Етолском лигом да би се супротставили македонском краљу Филипу V. Филип V је искористио заузетост Римљана у Италији, па је заузео Илирик. Али Римљани су уз помоћ својих грчких савезника из Етолског савеза нападали Македонце и присилили их на мир. У међувремену Ханибал је победио Фулвија код Хердонеје у Апулији, али изгубио је Таренто следеће године.
Ханибал је поново доказао своју супериорност у тактици великом победом 210. п. н. е. код Хердониака у Апулији над проконзуларном армијом. Исто тако уништио је римску војску, који су опседали Локри Епизефири.
Међутим изгубио је Тарент 209. п. н. е., па су Римљани поново заузели Самниј и Луканију, тако да је Ханибал остао готово без свих поседа јужне Италије. Једно време се повукао у Апулију, па је прешао у Брутиј. Ханибал је имао све мање шанси.

## Рат се сели у Африку
После победа на Иберијском полуострву Сципион Африканац се вратио у Рим као велики херој, тако да су га изабрали за конзула 205. п. н. е. Одлучио је да заврши рат нападом на саму Картагину. Добио је две легије и 7.000 добровољаца, које је сам регрутовао и искрцао се у Северној Африци у Утици, око 35 km од Картагине. Рачунао је да ће добити подршку Нумидијаца, који нису прихватали власт Картагине, па су се сложили да помогну Римљане коњицом.
После Сципионове победе у бици код Багбрада 203. п. н. е. Картагињани су позвали Ханибала да одбрани саму Картагину.
Ханибал је покушао да склопи мир са Сципионом, али пошто је Сципион Африканац постављао тешке услове до мира није дошло. Уследила је одлучујућа битка Другог пунског рата, битка код Заме.

## Битка код Заме
За разлику од других битака Другог пунског рата, Римљани су били супериорнији у коњици, а Картагињани у пешадији. Сципион Африканац је добио коњицу од Нумидије. Римска армија је била боља од картагинске, а Ханибал је био заморен и нарушеног здравља после много година ратовања у Италији.
Римска коњица се показала одмах на почетку, а Сципион Африканац је смислио специјалну тактику борбе против слонова. Битка је била дуго неодлучена, чак је повремено изгледало да Ханибал побеђује. Ипак Сципион је са коњицом и делом пешадије успео да нападне Ханибалову позадину, што је изазвало колапс картагинских формација. После бега генерала, Картагињани су се предали Риму.

## Последице
Најзначајније последице по Рим, Картагину и цео регион су:
- Иберијско полуострво више не припада Картагини,
- Картагини је наметнута ратна одштета у износу од 10.000 талената,
- Морнарица Картагине је ограничена на 10 бродова и
- Картагини је забрањено да има или регрутује војску без римске дозволе.
- Картагина није смела да води било какав рат без римске дозволе.

Нумидија је искористила прилику и заузела је и пљачкала део Картагине. Када је пола века касније Картагина створила армију да се одбрани од упада, Рим је разорио Картагину у Трећем пунском рату.
Овај рат означава кључни корак у уздизању Рима до статуса највеће силе целог Медитерана.